# Operatie Jackpot
Tijdens Operatie Jackpot (Engels: Operation Jackpot) kwam het Alsos-team erachter dat de Duitsers tijdens de Tweede Wereldoorlog een atoomprogramma hadden opgericht doch dat ze nog niet onmiddellijk in staat waren om op korte termijn een Duits atoomwapen te bouwen.

## Achtergrond
De belangrijkste en grootste vangst van het Alsos-team werd gedaan dankzij de vondst van informatie in Duitse firma's die in Frankrijk gelegen waren. Het Alsos-team kwam erachter dat belangrijk materiaal van het kernonderzoek naar de Universiteit van Straatsburg was gestuurd. Een aantal  namen in dit onderzoek doken op: Professor Rudolf Fleischmann, Carl Friedrich von Weizsäcker en de bacterioloog professor Eugen Haagen. Na de inval van Straatsburg door de geallieerden op 15 november 1944, ging het Alsos-team op 25 november 1944 op zoek naar deze kerngeleerden. Weizsäcker en Haagen konden vluchten, maar Fleischmann werd door Alsos opgepakt en naar de Verenigde Staten overgebracht. Belangrijke documenten uit het laboratorium in Straatsburg werden gevonden en veilig gesteld. Deze documenten (veel documenten waren persoonlijke brieven van de wetenschappers) gaven veel informatie over berekeningen aangaande kernreactoren en bepaalde problemen die optraden. De informatie hieruit gaf de Amerikanen het eerste en overtuigende bewijs, dat er (nog) geen Duitse atoombom in die jaren bestond en dat de Duitsers ook niet in staat waren dit op korte termijn te verwezenlijken.